# I'm going home (тур)
I'm going home — міжнародний тур гурту «Океан Ельзи», який відбувся восени 2007 року і загалом охопив 10 міст в 5 країнах. Перший концерт туру відбувся в Афінах (Греція), в театрі «Лікавіт», на сцені якого грали такі виконавці як Doors, Bob Dylan, Radiohead тощо.

## Дати туру
| 1  | 24 вересня 2007   | Афіни         | Греція     | Театр «Лікавіт»          |
| 2  | 2 листопада 2007  | Нью-Йорк      | США        | Millennium Theatre       |
| 3  | 3 листопада 2007  | Вашингтон     | США        | Fur Night Club           |
| 4  | 6 листопада 2007  | Ванкувер      | Канада     | «PLAZA CLUB»             |
| 5  | 8 листопада 2007  | Сакраменто    | США        | TBA                      |
| 6  | 8 листопада 2007  | Лос-Анджелес  | США        | B.B. King's Blues Club   |
| 7  | 9 листопада 2007  | Сан-Франциско | США        | Avalon                   |
| 8  | 10 листопада 2007 | Чикаго        | США        | Logan Square Auditorium  |
| 9  | 11 листопада 2007 | Нью-Йорк      | США        | Webster Hall             |
| 10 | 23 листопада 2007 | Мюнхен        | Німеччина  | Клуб «Backstage»         |
| 11 | 25 листопада 2007 | Лісабон       | Португалія | Концертний зал «Колізей» |